# Opactwo Matki Bożej w Cîteaux
Opactwo Matki Bożej w Cîteaux (z łac. Cistercium, fr. Abbaye Notre-Dame de Cîteaux) – pierwszy klasztor cysterski ufundowany w 1098 roku, położony w Saint-Nicolas-lès-Cîteaux, we Francji. Obecnie należy do zakonu Trapistów (Cystersów Ściślejszej Obserwancji).

## Historia

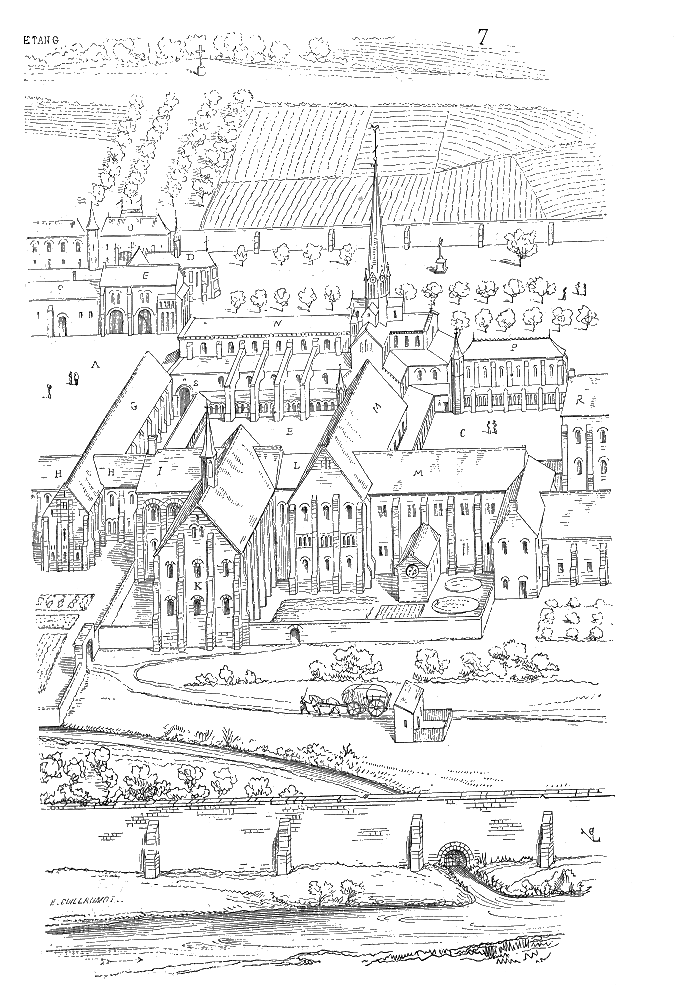
Widok na opactwo z Dictionnaire raisonné de l'architecture française du XIe au XVIe siècle, Eugène Viollet-le-Duc, 1856

Założony w 1098 według reguły benedyktyńskiej klasztor przez Roberta z Molesme, opata benedyktyńskiego klasztoru w Molesme, który to opuścił zrażony upadkiem karności w klasztorach benedyktyńskich wraz z 20 braćmi. Klasztor w Cîteaux stał się pierwszym klasztorem cysterskim. Nazwa zakonu pochodzi od łacińskiej nazwy Cîteaux – Cistercium. W języku francuskim wieś ta nazywała się w średniowieczu Cisteaux, lecz litera "s" zniknęła później z tej nazwy, zostawiając po sobie ślad w postaci akcentu "circonflexe" nad literą "i".
Najbardziej znane filie tego opactwa to Morimond, La Ferté, Pontigny, Fontenay, Clairvaux we Francji i opactwo w Altenbergu w Niemczech.